# 小倉牝馬ステークス
小倉牝馬ステークス（こくらひんばステークス）は、日本中央競馬会 (JRA) が小倉競馬場で施行する中央競馬の重賞競走 (GIII) である。

## 概要
2024年9月23日に発表された2025年度の開催日割及び重賞日程において、同年までの愛知杯の施行時期（1月）・重賞格付（GIII）・負担重量（ハンデキャップ戦）を引き継ぎ、施行場を中京競馬場・芝2000mから小倉競馬場・芝2000mに変更して2025年から施行される重賞競走である。なお、愛知杯は2024年まで施行されていた京都牝馬ステークスの競走条件を引き継いで2025年より3月に芝1400mで実施される。
また、同年11月17日に発表された春季番組において、回次も新たな重賞として第1回として実施されることになった。

### 競走条件
以下の内容は、2025年のもの。
出走資格：サラ系4歳以上牝馬、2024年1月20日以降2025年1月22日まで1回以上出走馬、除未出走馬および未勝利馬
- JRA所属馬
- 地方競馬所属馬（認定馬のみ、2頭まで）
- 外国調教馬（優先出走）

負担重量：ハンデキャップ

### 賞金
2025年の1着賞金は3800万円、以下2着1500万円、3着950万円、4着570万円、5着380万円。

## 歴史
- 2025年 - 前年までの愛知杯の施行時期（1月）・重賞格付（GIII）・負担重量（ハンデキャップ戦）を引き継ぎ、回次も第1回として小倉競馬場芝2000mで施行。

### 歴代優勝馬
コース種別を表記していない距離は、芝コースを表す。
| 回数  | 施行日        | 競馬場 | 距離  | 優勝馬             | 性齢 | タイム          | 優勝騎手 | 管理調教師 | 馬主                                 |
| ----- | ------------- | ------ | ----- | ------------------ | ---- | --------------- | -------- | ---------- | ------------------------------------ |
| 第1回 | 2025年1月25日 | 小倉   | 2000m | フェアエールング   | 牝5  | 1:58.4 （同着） | 丹内祐次 | 和田正一郎 | （株）サラブレッドクラブ・ラフィアン |
| 第1回 | 2025年1月25日 | 小倉   | 2000m | シンティレーション | 牝6  | 1:58.4 （同着） | 杉原誠人 | 池上昌和   | （有）シルクレーシング               |

#### 各回競走結果の出典
- JRA年度別全成績
  - （2025年）“第1回 小倉競馬 第1日” (PDF).   日本中央競馬会. p. 6. 2025年1月26日閲覧。（索引番号：02011）